# Ulrich-und-Afra-Kirche
Ulrich-und-Afra-Kirche steht für Kirchengebäude und Klöster, die den Heiligen Ulrich von Augsburg und Afra von Augsburg gemeinsam geweiht sind. Diese befinden sich meist im Bistum Augsburg, da beide Heilige Bistumspatrone sind. Dabei ist zu beachten, dass die Augsburger Diözese bis Anfang des 19. Jahrhunderts ein wesentlich größeres Gebiet als heute, insbesondere Teile Baden-Württembergs, umfasste.

## Deutschland
- Augsburg: Basilika St. Ulrich und Afra
- Augsburg: Kloster St. Ulrich und Afra
- Feuchtwangen: St. Ulrich und Afra
- Füssen: Feldkirche St. Ulrich und Afra
- Graben: St. Ulrich und Afra
- Lauben: Friedhofskapelle (Lauben)
- Neresheim: Abtei Neresheim (St. Ulrich und Afra)
- Todtenweis: St. Ulrich und Afra (Todtenweis)

## Schweiz
- Kreuzlingen: Kloster St. Ulrich und Afra